# Alfred Fane

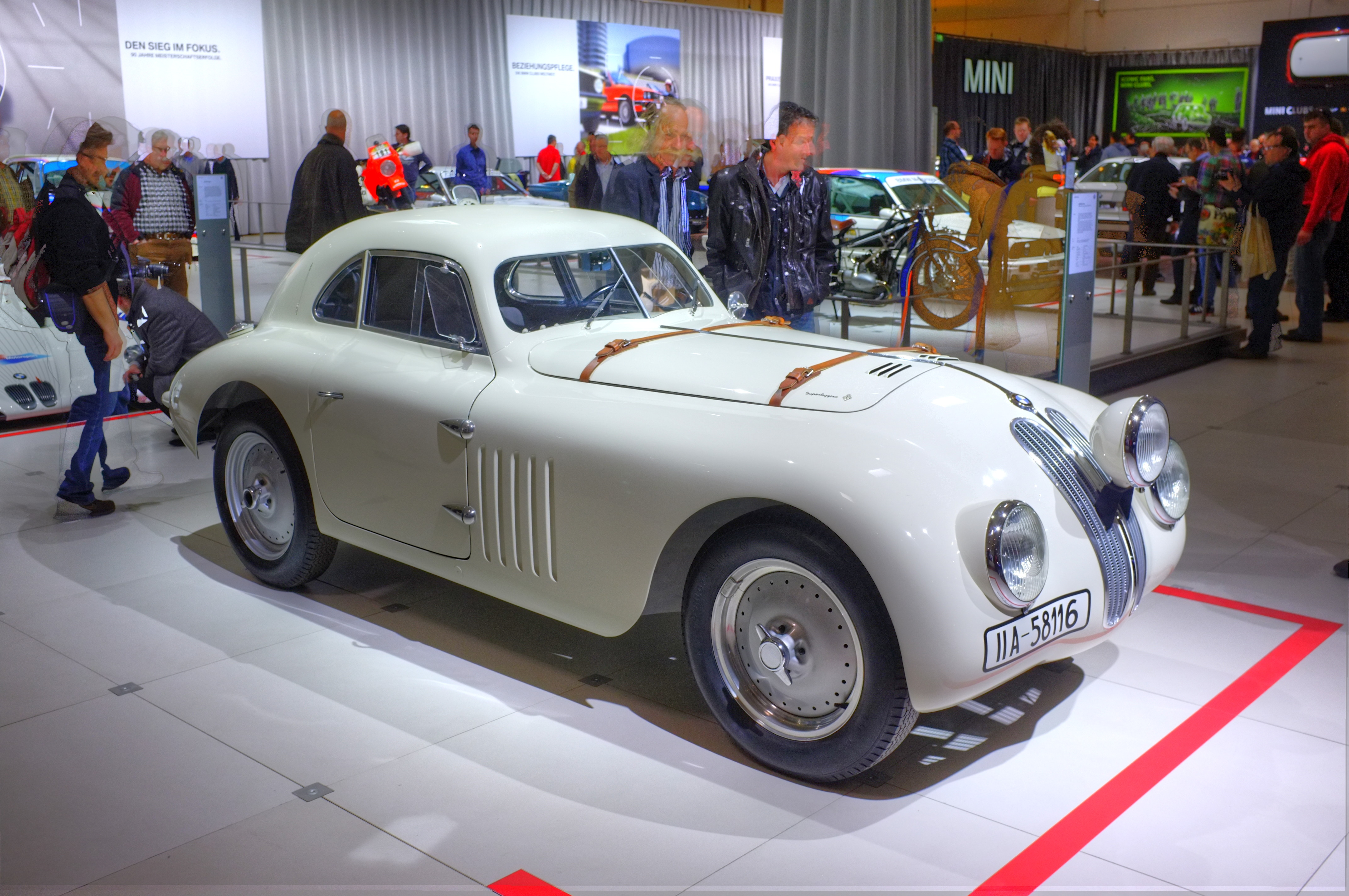
Auf einem BMW 328 bestritt Albert Fane die Meisten seiner Autorennen

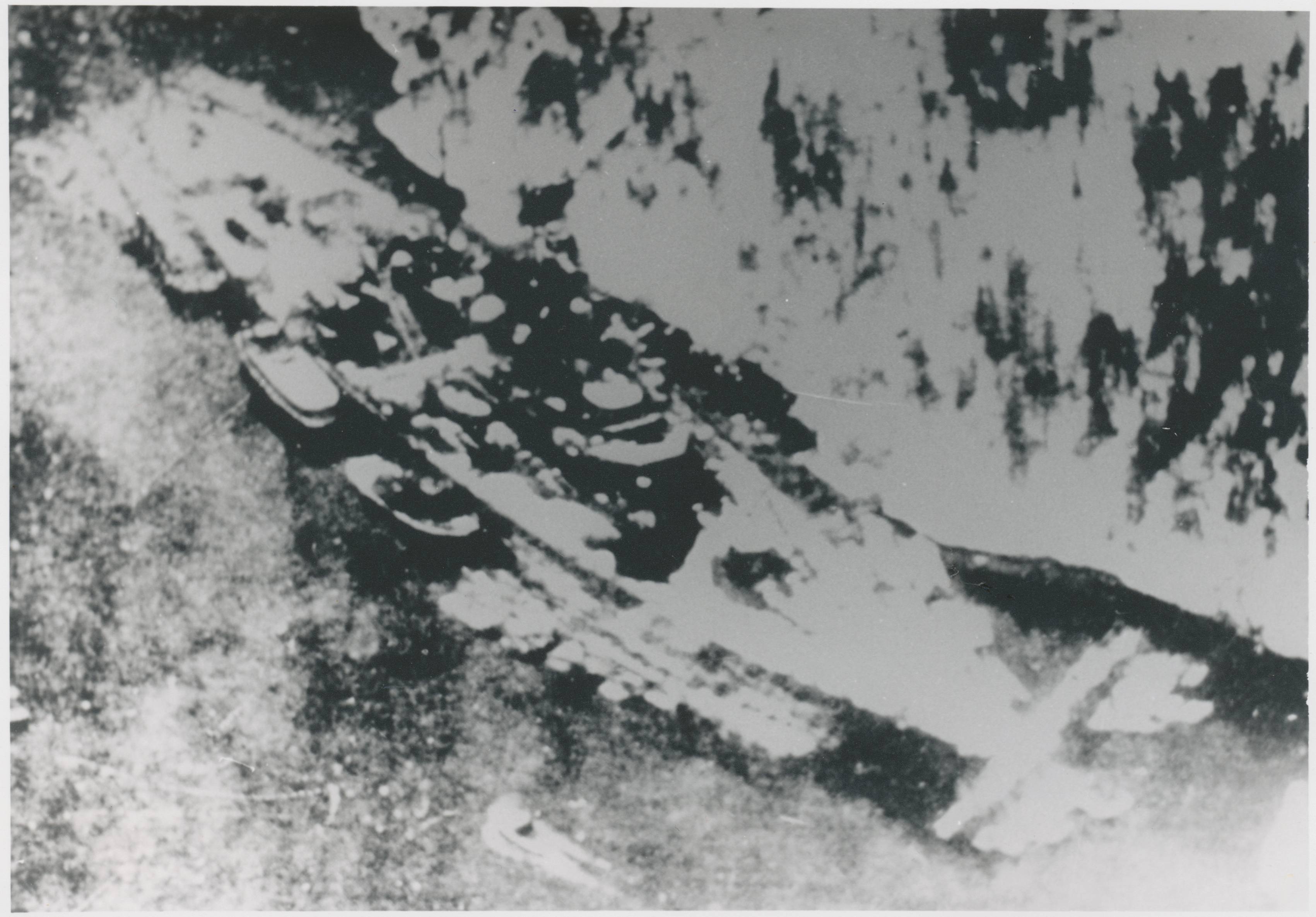
Das von Alfred Fane im Fættenfjord fotografierte deutsche Schlachtschiff Tirpitz

Anthony Alfred Fane Peers Agabeg, auch Alfred Fane Peers Fane oder A. F. P. Fane (* 11. November 1911 in Dhanbad; † 18. Juli 1942 in Duxford) war ein britischer Autorennfahrer und Flieger.

## Herkunft und Ausbildung
Alfred Fane kam 1911 als Alfred Fane Peers Agabeg in Indien zur Welt. Später änderte er seinen Namen in Alfred Fane. Sein Vater Major A. A. Agabeg arbeitete in Indien als Mineningenieur und zog mit der Familie nach dem Ende des Ersten Weltkriegs zurück nach Großbritannien. Alfred Fane besuchte die Harrow School und studierte an der University of Cambridge. Universitäre Abschlüsse erreichte er nicht.

## Karriere als Rennfahrer
Die Rennkarriere von Alfred Fane begann 1931 in Brooklands. Sein erstes Rennfahrzeug war ein 1,1-Liter-Salmson, mit dem er beim March Mountain Speed Handicap Zweiter wurde. 1932 ersetzte er den Salmson durch einen Frazer Nash. Der Zweisitzer hatte einen Anzani-Motor und eine extra für den Wagen angefertigte Karosserie von Corsica. Er meldete den Wagen zum Großen Preis von Deutschland für die Voiturette-Klasse. Im Rennen fiel er nach Motorproblemen in der zehnten Rennrunde aus. In den folgenden Jahren konnte er mit dem Wagen einige Klassensiege bei Bergrennen feiern.
Der vermögende Fane erwarb 1934 Anteile an Frazer Nash. Das Unternehmen war im Besitz seines Freundes Harold John Aldington und baute 1935 einen TT zu einem Frazer Nash Shelsley um, mit dem Fane beim 24-Stunden-Rennen von Le Mans am Start war. Wegen eines defekten Kühlers musste der Einsatz vorzeitig aufgegeben werden. 1934 war Frazer-Nash britischer Generalimporteur von BMW geworden. Ab 1936 startete Fane mit BMW 328-Rennwagenmodellen. Er gewann damit die Sportwagenklasse beim Eifelrennen 1937 und fiel beim 24-Stunden-Rennen von Le Mans wegen eines defekten Gleichlaufgelenks aus.
Bei der Mille Miglia 1938 erreichte er den achten Gesamtrang und gewann die Rennklasse für Sportwagen bis 2 Liter Hubraum. Seinen letzten Renneinsatz hatte er 1939 bei einem Sportwagenrennen am Crystal Palace Circuit, wo er hinter Arthur Dobson (der einen Riley Six fuhr) auf einem Frazer Nash Zweiter wurde.

## Flieger im Zweiten Weltkrieg
Nach dem Ausbruch des Zweiten Weltkriegs meldete sich Albert Fane freiwillig zum Kriegseinsatz. Er wollte unbedingt Pilot werden und machte bei der Royal Air Force (RAF) eine Ausbildung zum Jagdflieger. Nach der Ausbildungszeit wurde er erst zur Reserve versetzt und 1941 im Rang eines Flight Lieutenant der No. 1 Photographic Reconnaissance Unit der RAF zugeteilt. Mit einer Supermarine Spitfire flog er Aufklärungseinsätze über dem Nordatlantik. Seine Aufgabe bestand im fotografischen Festhalten ausgemachter Ziele.
Am 23. Januar 1942 startete er vom Luftwaffenstützpunkt Wick und flog erst über den Atlantik und dann die norwegische Küste entlang Richtung Trondheim. Dabei entdeckte er das im Fættenfjord (dem östlichen Ausläufer des Trondheimfjords) ankernde deutsche Schlachtschiff Tirpitz. Beim Überflug in geringer Höhe gelangen ihm einige Aufnahmen des nicht getarnten Schiffs.
Am 18. Juli 1942 startete Fane vom Stützpunkt Benson zu einem Flug der ihn nach Flensburg führte. Er machte dort Bilder von U-Booten im Flensburger Hafen. Beim Rückflug verfehlte er bei schlechtem Wetter den Flughafen und musste auf einem Feld bei Duxford notlanden. Bei der Bruchlandung wurde er aus dem Flugzeug geschleudert und starb. Albert Fane hatte 25 Aufklärungseinsätze und war dabei 98 Stunden und 50 Minuten in der Luft.

## Statistik

### Le-Mans-Ergebnisse
| Jahr | Team           | Fahrzeug             | Teamkollege           | Platzierung | Ausfallgrund     |
| ---- | -------------- | -------------------- | --------------------- | ----------- | ---------------- |
| 1935 | Dudley Folland | Frazer Nash Shelsley | Dudley Folland        | Ausfall     | Kühler           |
| 1937 | Frazer Nash    | BMW 328              | Harold John Aldington | Ausfall     | Gleichlaufgelenk |